# Lo Mostier d'Aün
Mostier d'Aiun (en francès Moutier-d'Ahun) és una comuna (municipi) de França, a la regió occitana de la Nova Aquitània, departament de la Cruesa. La seva població al cens de 1999 era de 193 habitants. Està integrada a la Comunitat de comunes del Pays Du Cruesa Thaurion Gartempe.
Moutier-d'Ahun es caracteritza pels seus exòtics formatges, en particular la varietat Fromage de Moutier (formatge De Moutier).

## Llocs d'interès
Aquest llogarret és famós per l'Abadia De Moutier-d'ahun, en francès L'Abbaye de Moutier-d'Ahun.

## Demografia
| 1968 | 1975 | 1982 | 1990 | 1999 |
| ---- | ---- | ---- | ---- | ---- |
| 274  | 244  | 234  | 195  | 193  |

## Administració
| Període | Identitat          | Partit |
| ------- | ------------------ | ------ |
| 1989-   | Jean-Claude Trunde | PS     |